# アナル・クズル・キョフテ
アナル・クズル・キョフテ（Analı kızlı köfte ）はトルコ（アダナ、タルスス、ガジアンテップ、カフラマンマラシュ、マラティヤ各地域）のスープで、伝統的なトルコ料理のひとつである。肉団子、トマト、ブルグル、及びヒヨコマメから作られる。「アナル・クズル」は「母と娘」という意味であり、ヒヨコマメが娘に、薄いブルグルの層で覆われた肉団子が母親に見立てられている。アナル・クズル・キョフテは、これらをヨーグルトソースのようなスープに入れたものである。

## 注記
1. ↑  “Turkish cuisine”.   Turkish Cultural Foundation. 2013年11月4日時点のオリジナルよりアーカイブ。2013年7月31日閲覧。